# 14682 Davidhirsch
14682 Davidhirsch eller 1999 XY110 är en asteroid i huvudbältet som upptäcktes den 5 december 1999 av Catalina Sky Survey projektet. Den är uppkallad efter David Hirsch.
Asteroiden har en diameter på ungefär 4 kilometer.